# Cirque Francki
Le Cirque Francki fut un cirque français voyageant sous chapiteau de 1956 à 1964 et proposant à son programme des clowns, de la cavalerie, des trapézistes, des jongleurs et des fauves.

## Les fondateurs
Les frères Francki :
- André Francki (1921-1968)
- Philippe Francki (1930-1963)

## Les enseignes du cirque
- 1956-1957 : Hollywood Circus
- 1958 : Festival du Cirque
- 1959-1964 : Cirque Francki